# 브로드 스트리트

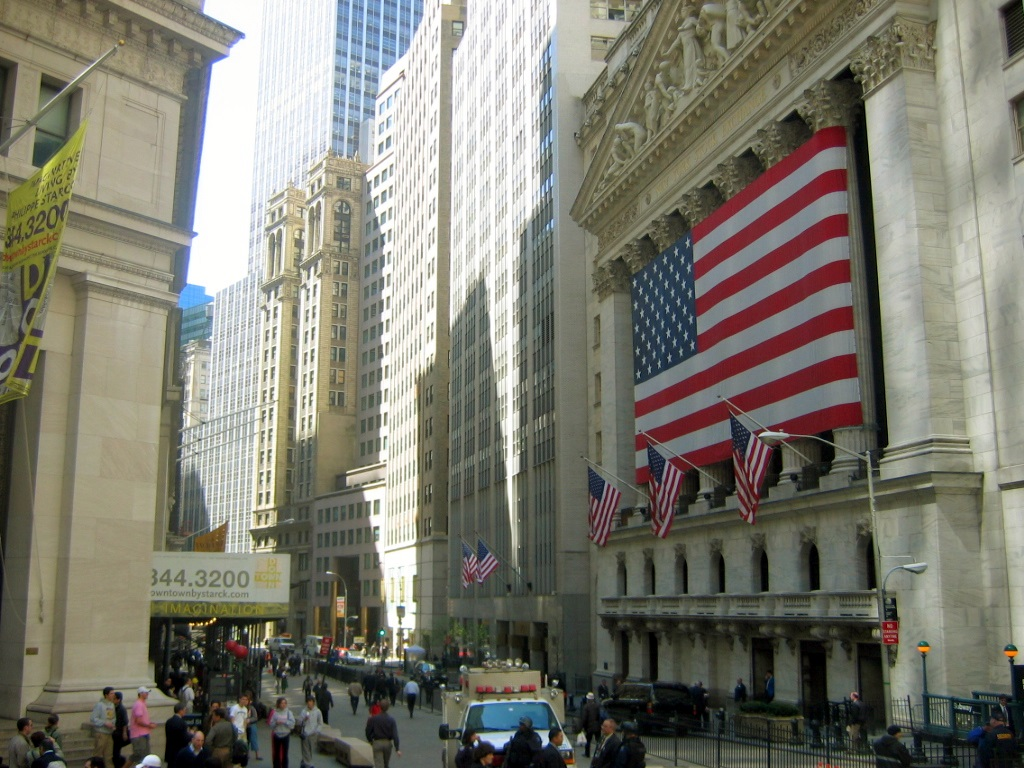

브로드 스트리트(Broad Street)는 뉴욕시 로어맨해튼 파이낸셜 디스트릭트 (맨해튼)의 남북(north-south) 거리이다. 원래 뉴암스테르담의 브로드캐널(Broad Canal) 운하는 오늘날의 사우스 스트리트에서 월 스트리트까지 뻗어 있다.
이 운하는 이스트강에서 물을 끌어왔고, 수많은 과일 및 채소 상인들이 보트가 운하에 진입하는 것을 어렵게 만든 후 1676년에 메워졌다. 1600년대 브로드 스트리트의 초기 시설에는 프라운시스 태번(Fraunces Tavern)과 로열 익스체인지(Royal Exchange)가 포함되었다. 나중에 이 지역은 금융 활동의 중심지가 되었고 모든 작은 건물은 차례로 대형 은행과 증권 거래소 건물로 대체되었다. 오늘날 남아 있는 대부분의 건축물은 20세기 초에 지어진 것이며, 1950년대 이후에 건설된 현대식 건물도 있다.

## 같이 보기
- 안전모 폭동
- 페터르 스타위베산트